# Stansted (Kent)
Stansted – wieś w dystrykcie Tonbridge and Malling w hrabstwie Kent w Anglii (Wielka Brytania), położona przy autostradzie M20.